# Kokubunji
Kokubunji (jap. 国分寺市 Kokubunji-shi) – miasto w Japonii, na wyspie Honsiu, w prefekturze metropolitarnej Tokio. Ma powierzchnię 11,46 km². W 2020 r. mieszkały w nim 129 353 osoby, w 63 912 gospodarstwach domowych  (w 2010 r. 120 733 osoby, w 57 632 gospodarstwach domowych).
Ośrodek miejski rozwijał się wokół świątyni Kokubun-ji wzniesionej w VIII wieku. W okresie Meiji miejscowość była ośrodkiem hodowli jedwabników, jednak po trzęsieniu ziemi w 1923 roku stopniowo zaczęła przekształcać się w miasto-sypialnię dla zatrudnionych w Tokio. Kokubunji-chō zostało przemianowane na Kokubunji-shi 3 listopada 1964 roku.